# Palaeolecanium kosswigi
Palaeolecanium kosswigi är en insektsart som först beskrevs av Bodenheimer 1953.  Palaeolecanium kosswigi ingår i släktet Palaeolecanium och familjen skålsköldlöss.
Artens utbredningsområde är Turkiet. Inga underarter finns listade i Catalogue of Life.